# Treehouse
Treehouse – debiutancki album studyjny amerykańskiego house'owego duetu muzycznego Sofi Tukker. Wydany został 13 kwietnia 2018 roku, dzięki wytwórni Ultra Records. Premierę albumu poprzedziło wydanie takich singli jak m.in. „Johny”, „Best Friend”, „Baby I'm a Queen” czy „Batshit”.

## Nagrody i nominacje
| Rok  | Nagroda                          | Kategoria                   | Rezultat  | Przyp. |
| ---- | -------------------------------- | --------------------------- | --------- | ------ |
| 2019 | Grammy Awards                    | Best Dance/Electronic Album | Nominacja | [ 7 ]  |
| 2019 | International Dance Music Awards | Best Pop/Electronic Album   | Nominacja | [ 8 ]  |

## Lista utworów
| Treehouse: edycja standardowa | Treehouse: edycja standardowa                            | Treehouse: edycja standardowa                                                            | Treehouse: edycja standardowa     | Treehouse: edycja standardowa |
| Nr                            | Tytuł utworu                                             | Autorzy tekstu                                                                           | Producent                         | Długość                       |
| ----------------------------- | -------------------------------------------------------- | ---------------------------------------------------------------------------------------- | --------------------------------- | ----------------------------- |
| 1.                            | „Fuck They”                                              | Sophie Hawley-Weld, Tucker Halpern, Jonathan Cobbe Hume                                  | Sofi Tukker, Jon Hume, Ricky Reed | 3:04                          |
| 2.                            | „Energia”                                                | Hawley-Weld, Halpern                                                                     | Tukker                            | 3:07                          |
| 3.                            | „Benadryl”                                               | Hawley-Weld, Halpern, Hume, Charlie Barker                                               | Tukker, Hume                      | 3:16                          |
| 4.                            | „Batshit”                                                | Hawley-Weld, Halpern, Hume, Fred Fairbrass, Rob Manzoli, Richard Fairbrass               | Tukker, Hume                      | 3:23                          |
| 5.                            | „Good Time Girl” (gościnnie: Charlie Barker)             | Hawley-Weld, Halpern                                                                     | Tukker                            | 3:04                          |
| 6.                            | „Johny”                                                  | Hawley-Weld, Halpern                                                                     | Tukker                            | 3:04                          |
| 7.                            | „My Body Hurts”                                          | Hawley-Weld, Halpern                                                                     | Tukker                            | 3:03                          |
| 8.                            | „The Dare”                                               | Hawley-Weld, Halpern, Rafael Cohen                                                       | Tukker                            | 3:11                          |
| 9.                            | „Baby I'm a Queen”                                       | Hawley-Weld, Halpern, James Patterson                                                    | Tukker                            | 3:28                          |
| 10.                           | „Best Friend” (gościnnie: Nervo, The Knocks, Alisa Ueno) | Hawley-Weld, Halpern, Miriam Nervo, Olivia Nervo, Patterson, Hiromi Kawanabe, Alisa Ueno | Tukker                            | 3:04                          |
|                               |                                                          |                                                                                          |                                   | 31:44                         |

| Treehouse: edycja japońska (utwory bonusowe) | Treehouse: edycja japońska (utwory bonusowe) | Treehouse: edycja japońska (utwory bonusowe) |
| Nr                                           | Tytuł utworu                                 | Długość                                      |
| -------------------------------------------- | -------------------------------------------- | -------------------------------------------- |

Notatki
- „Energia” zawiera elementy wiersza pt. „Jeep Luhar”, napisanego przez Chacal.
- „Benadryl” zawiera elementy wiersza pt. „Pensador”, napisanego przez Anę Cristinę César.
- „Batshit” zawiera interpolację z singla „I'm Too Sexy”, napisanego i skomponowanego przez Richarda Fairbrassa, Freda Fairbrassa i Roba Manzoliego.
- „Johny” zawiera elementy wiersza pt. „Johny? Está Me Ouvindo?”, napisanego przez Paulo Leminskiego Filho.
- „The Dare” zawiera elementy wiersza pt. „Entre”, napisanego przez Chacal.

## Twórcy
Opracowano na podstawie materiału źródłowego oraz książeczki dołączonej do fizycznej kopii płyty.

### Oprawa graficzna
- Sam Mason – okładka, fotografia
- Eddie Sears – okładka
- Charlie Barker – pismo odręczne

## Notowania
| Terytorium        | Lista (2018)              | Najwyższa pozycja |
| ----------------- | ------------------------- | ----------------- |
| Belgia            | Ultratop 200 Albums       | 66                |
| Belgia            | Ultratop 200 Albums       | 165               |
| Holandia          | Dutch Album Top 100       | 126               |
| Kanada            | Billboard Canadian Albums | 54                |
| Nowa Zelandia     | Heatseeker Albums         | 8                 |
| Stany Zjednoczone | Heatseekers Albums        | 6                 |
| Stany Zjednoczone | Independent Albums        | 14                |
| Stany Zjednoczone | Dance/Electronic Albums   | 5                 |